# Sophus Hansen
Sophus Peter Hansen (Copenhaguen, 16 de novembre, 1889 - 19 de febrer, 1962) fou un futbolista danès dels anys 1910.

## Trajectòria
Va jugar tota la seva carrera de porter al Boldklubben Frem. Amb la selecció debutà el 1911, essent el primer jugador que arribà a les 25 internacionalitats. En total disputà 31 partits, fins al 1920. Guanyà la medalla d'argent als Jocs Olímpics de 1912 i també participà en els de 1920.
Entre 1922 i 1934 fou un destacat àrbitre de futbol, arbitrant al voltant de 20 partits internacionals. L'any 1930, a la Copa Mitropa, Hansen arbitrà les dues semifinals i els dos partits de la final entre l'Sparta Praga i el Rapid Viena. Hansen fou també un respectat jurista futbolístic.
El 2014 fou inclòs al Saló de la Fama del futbol.